# Fagerängs lantbruksmuseum
Fagerängs lantbruksmuseum har en samling av gamla verktyg, handredskap och hästredskap som tidigare funnits på gårdarna i byn. Fagerängs lantbruksmuseum ligger mellan Vetlanda och Värne eller utanför Ekenässjön.